# Floridsdorf
Floridsdorf () è il ventunesimo distretto di Vienna.

## Storia
Floridsdorf si chiamava originariamente Am Spitz e fu così chiamata successivamente dal nome dell'abate di Klosterneuburg Floridus Leeb, che nel 1786 aveva ceduto i terreni del convento a 26 famiglie di coloni. Con l'industrializzazione, la fondazione della Lokomotivfabrik Floridsdorf e l'inaugurazione della Nordwestbahn (ferrovie del nord-ovest), il quartiere di Foridsdorf si trasformò dall'originaria vocazione agricola così tanto ed in così breve tempo che l'8 maggio 1894 fu unificata con le località Donaufeld, Jedlesee e Neu-Jedlersdorf nel Großgemeinde Floridsdorf (Comune grande di Floridsdorf).
Nel 1904 Floridsdorf, assieme alle località di Jedlesee, Großjedlersdorf, Donaufeld, Leopoldau, Kagran, Hirschstetten, Stadlau e Aspern, e nel 1910 anche Strebersdorf, fu annesso al comune di Vienna. Con la fondazione del nuovo distretto Donaustadt nel 1938 Floridsdorf "perse" le zone di Kagran, Stadlau, Hirschstetten, Aspern e Lobau. Nel 1954 furono ridefiniti i confini con la Bassa Austria e con Donaustadt e fu annesso Stammersdorf.

### Stemma
Come si può notare dalla figura, lo stemma di Floridsdorf è diviso in sei parti. Sullo stemma sono raffigurati gli stemmi dei comuni - una volta autonomi - di Floridsdorf, Groß Jedlersdorf, Jedlesee, Leopoldau, Stammersdorf, Strebersdorf.
Questo è l'ordine dei sei stemmi:
- Floridsdorf: lo stemma al centro mostra un vaso a due manici con tre fiori rossi con stelo verde fra otto foglie verdi su sfondo argentato.
- Leopoldau: lo stemma in alto a sinistra rappresenta un braccio destro vestito di marrone, che tiene in mano cinque spighe su sfondo blu.
- Stammersdorf: lo stemma in alto a destra rappresenta un latifoglie e tre conifere su un prato verde su sfondo argentato.
- Jedlsee: lo stemma in basso a sinistra rappresenta l'immagine sacra della Vergine di Loreto coronata, vestita d'oro e avvolta da un filo di perle e pietre preziose. Ai lati dell'immagine le lettere in rosso M e L, per Maria e Loretto (cioè Loreto). Lo sfondo è argentato.
- Strebersdorf: Lo stemma in basso a destra rappresenta, su un prato verde, una torre con il tetto rosso, il portone nero coi battenti d'oro e due finestre rotonde nere. Sul tetto due bandiere rosse. Lo sfondo è blu.
- Groß Jedlersdorf: lo stemma in basso al centro rappresenta due sacchi chiusi incrociati su sfondo rosso.

## Suddivisioni del distretto

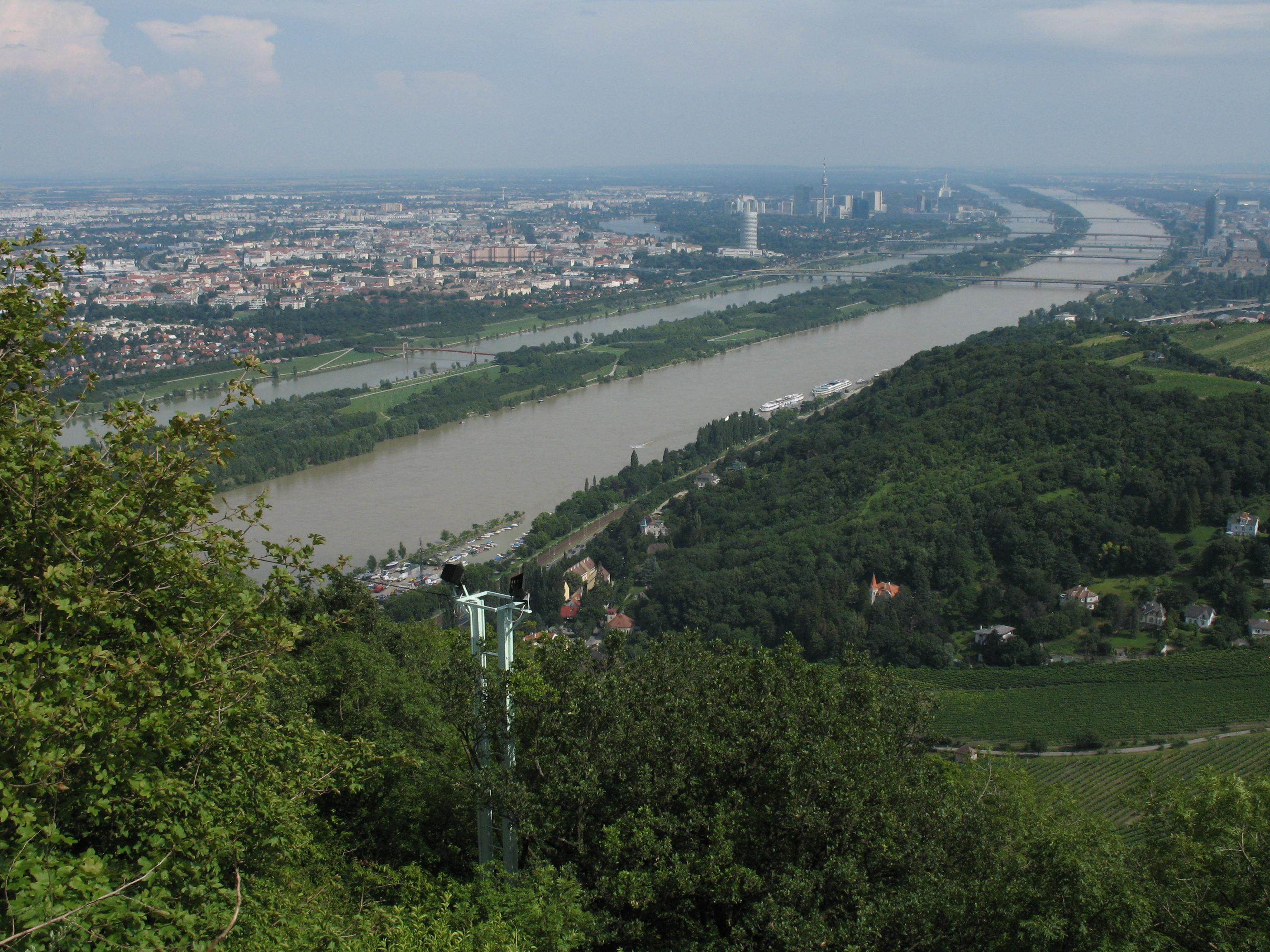
Floridsdorf e Donaustadt

- Floridsdorf (Centro)
- Donaufeld
- Groß Jedlersdorf
- Jedlesee
- Leopoldau
- Stammersdorf
- Strebersdorf

## Politica

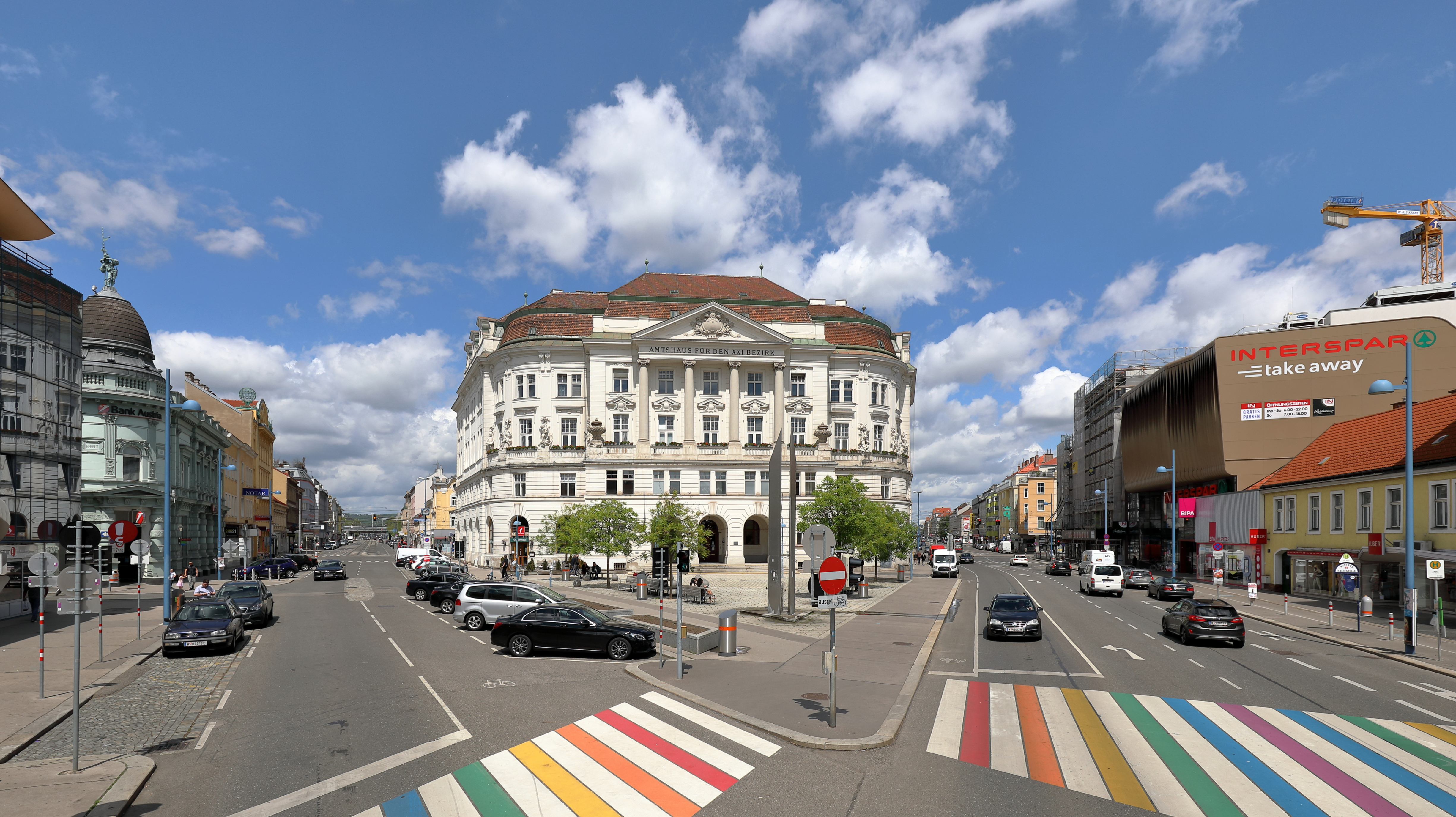
Edificio per uffici di Floridsdorf

| Franz Koch (SPÖ)       | 1945-1946 |
| Franz Jonas (SPÖ)      | 1946-1948 |
| Ernst Theumer (SPÖ)    | 1948-1959 |
| Rudolf Hitzinger (SPÖ) | 1959-1964 |
| Otmar Emerling (SPÖ)   | 1964-1980 |
| Kurt Landsmann (SPÖ)   | 1980-1994 |
| Heinz Lehner (SPÖ)     | 1994-2014 |
| Georg Papai (SPÖ)      | 2014-     |

## Edifici importanti
- Scuole e altri edifici educativi

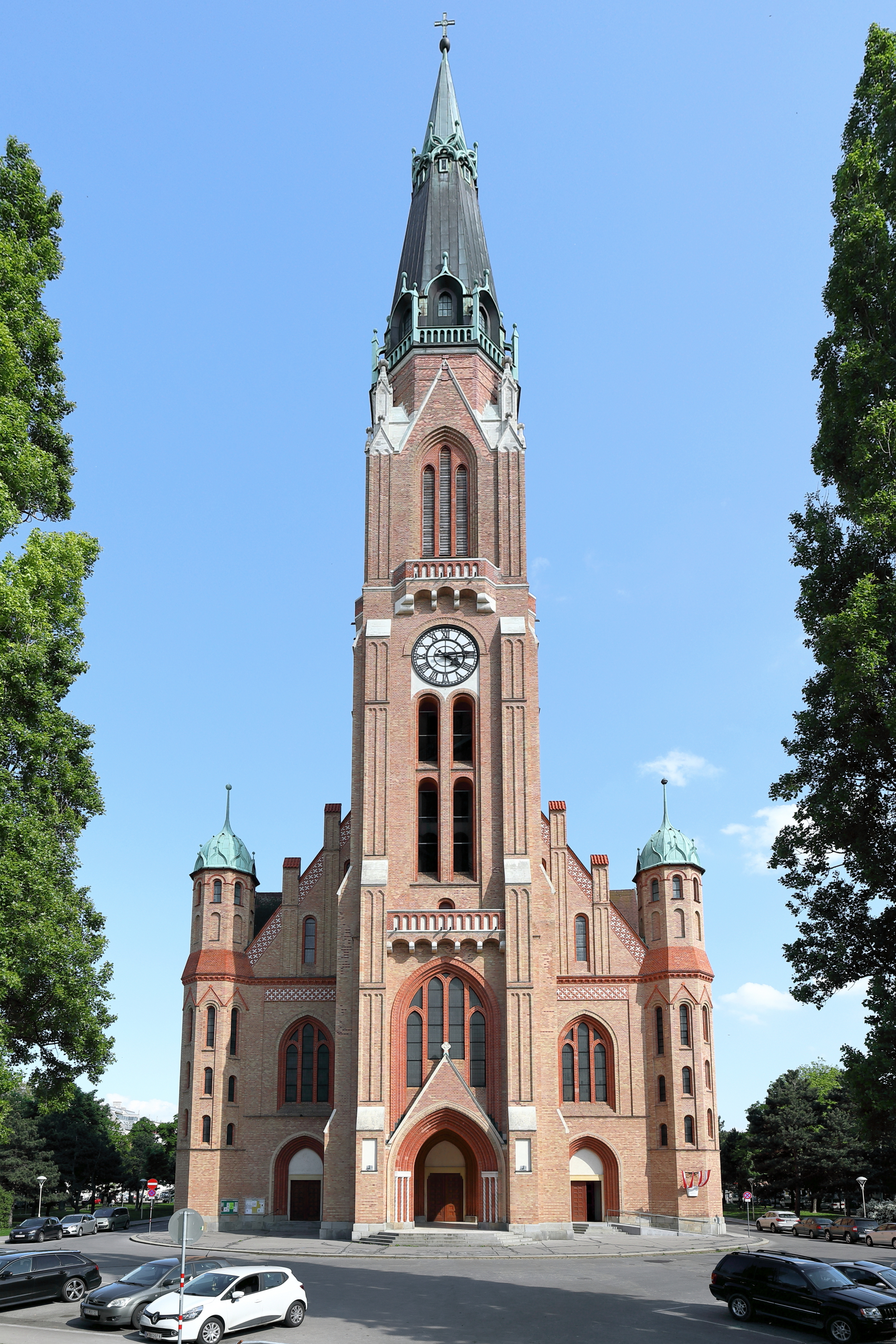
Chiesa parrocchiale di Donaufeld

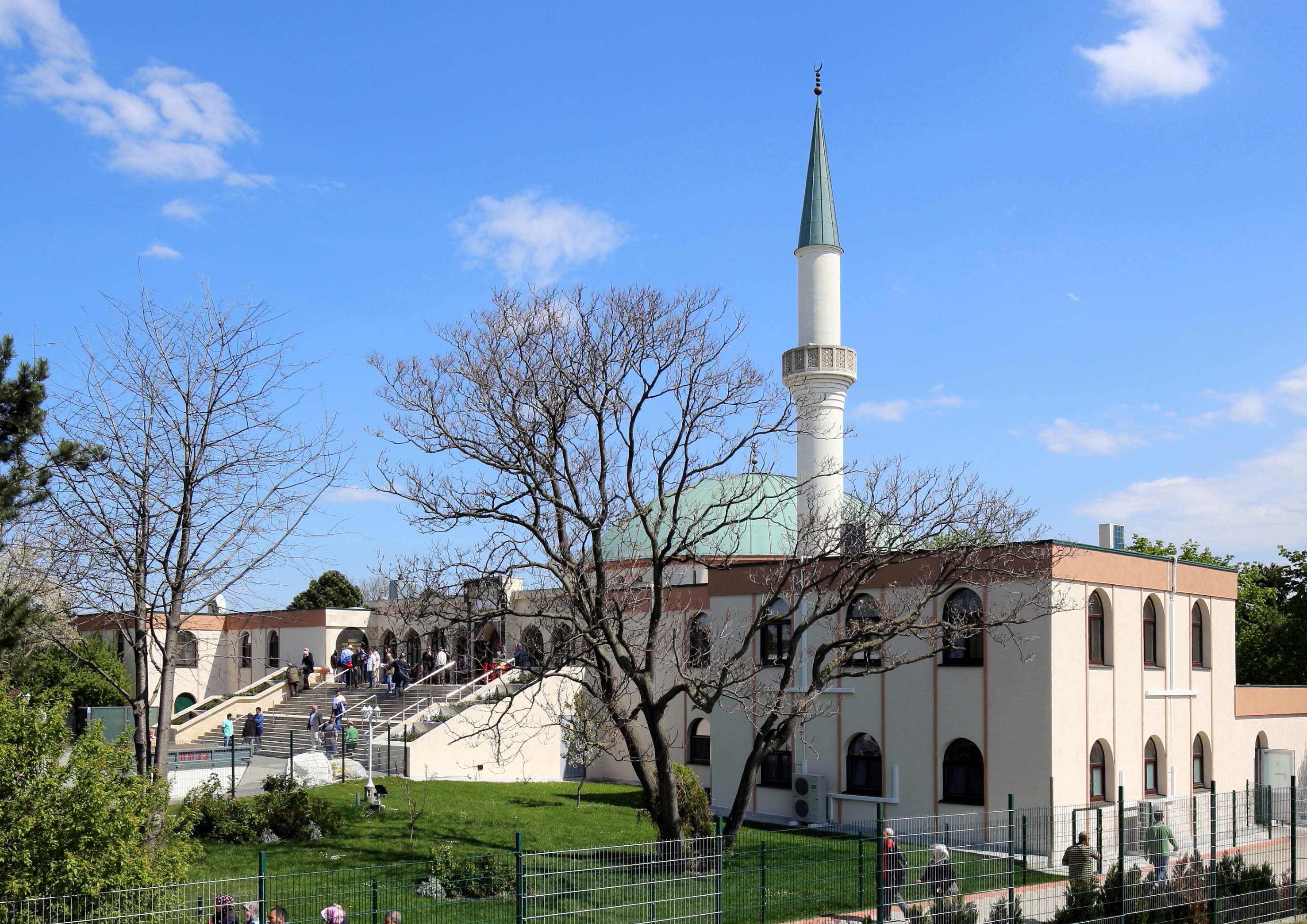
Centro islamico

  - Accademia pedagogica dell'Arcidiocesi di Vienna
  - Licei e scuole professionali
  - Università di Vienna - Betriebswirtschaftliches Zentrum (BWZ)
  - Università veterinaria di Vienna
- Chiese
  - Chiesa dell'ordine degli scolastici di Strebersdorf (Jean Baptiste de La Salle)
  - Chiesa Parrocchiale di Strebersdorf "Maria Königin"
  - Chiesa di Donaufeld
  - Chiesa di Floridsdorf "San Giacomo"

## Da vedere
- Memoriale a Beethoven
- Museo di distretto di Floridsdorf
- Chiesa parrocchiale di Donaufeld (l'imponente costruzione in mattoni del neogotico è la terza chiesa per altezza a Vienna e prima dell'annessione del comune di Floridsdorf era stata ideata come duomo della Bassa Austria.)
- Donauinsel
- Alte Donau